# Diego Orlando Suárez
Diego Orlando Suárez Saucedo (Santa Ana del Yacuma, 7 oktober 1992) is een Boliviaans voetballer. Hij speelt als aanvaller bij Dynamo Kiev, waar hij opgenomen is in het B-elftal. In januari 2007 werd Suárez op 14-jarige leeftijd de jongste voetballer ooit in de Copa Libertadores.
Op woensdag 31 januari 2007 speelde Suárez met Club Blooming tegen het Braziliaanse Santos FC in de kwalificatieronde van de groepsfase van de Copa Libertadores, de belangrijkste Zuid-Amerikaanse clubcompetitie. Hij voetbalde voor de wedstrijd met Santos FC pas één keer eerder in het eerste elftal van Club Blooming. Ondanks zijn gebrek aan ervaring werd hij door zijn coach, de Boliviaanse oud-international Álvaro Peña, toch opgesteld. Bovendien speelde hij tegen Santos FC op de voor hem ongebruikelijke positie van middenvelder met als doel voormalig Braziliaans international Zé Roberto te bewaken. Suárez slaagde in zijn opdracht, maar desondanks verloor Club Blooming met 1-0 van Santos FC.
Een week later speelde hij wederom de hele wedstrijd in de return, waarin Santos FC de Bolivianen met 5-0 versloeg. Door zijn optredens tegen Santos FC onttroonde Suárez Sergio Agüero als recordhouder. De Argentijnse aanvaller speelde in februari 2004 op 15-jarige leeftijd met CA Independiente tegen Cienciano uit Peru.
Nadat Suárez ook sterk speelde op het Zuid-Amerikaanse kampioenschap Onder-17, ontving hij in maart 2007 een uitnodiging voor een oefenstage bij de Engelse topclub Chelsea FC. In juli 2007 tekende hij bij Dynamo Kiev.